# Provinciale Limburgse Elektriciteits-Maatschappij

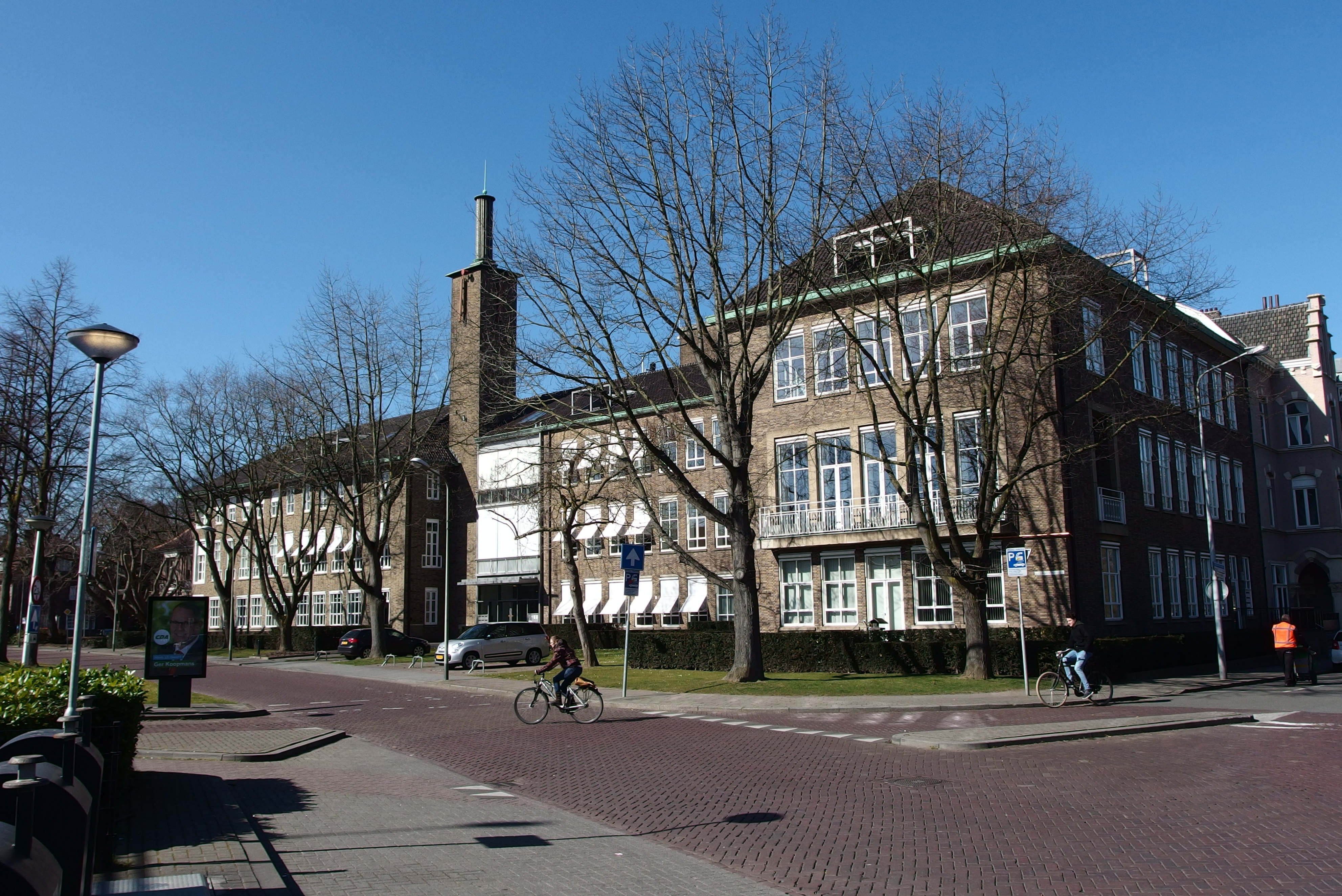
Voormalig PLEM-kantoor, Prins Bisschopsingel, Maastricht

De N.V. Provinciale Limburgse Elektriciteits-Maatschappij (PLEM) was het provinciaal elektriciteitsbedrijf van de provincie Limburg. Oorspronkelijk was het een overheidsbedrijf dat zowel de productie als de distributie en verkoop van elektriciteit in Limburg verzorgde. Via een reeks van fusies werden de commerciële onderdelen voor productie en verkoop in 2020 onder de naam Essent deel van de energiereus E.ON. Het netbeheer voor de distributie werd afgesplitst en bleef in handen van de overheid.

## Historie
De PLEM werd in 1909 opgericht. het bedrijf bestond in de begindagen naast (en concurreerde met) plaatselijke energieleveranciers. Dit waren zowel particuliere maatschappijen als nutsbedrijven die door de grote steden werden gefinancierd, zoals de N.V. Nutsbedrijven Maastricht.
De elektriciteitsproductie van de PLEM werd eind jaren 1980 met die van de Noord-Brabantse PNEM ondergebracht in EPZ, waar PLEM en PNEM ieder een aandeel van 50% in hadden. In 1990 kwamen daar ook de centrales van de Zeeuwse PZEM bij en kreeg ieder van de drie bedrijven een aandeel van 33,3% in EPZ.
In 1991 fuseerde de PLEM met Limagas N.V. tot de N.V. Maatschappij voor Elektriciteit en Gas Limburg (Mega Limburg). In 1997 ging Mega Limburg samen met de PNEM en fuseerde tot de PNEM/Mega Groep, kortweg PNEM/MEGA. In 1999 door fuseerde PNEM/Mega met EDON tot Essent. Essent kreeg daardoor de eigendom van 67% in EPZ. De centrales van de voormalige PLEM en PNEM kwamen in 2000 door verkoop van aandelen ook in handen van Essent. Het aandeel in EPZ werd teruggebracht tot 50%.